# Тамі Олдхам-Ашкрафт
Тамі Олдхам-Ашкрафт (англ. Tami Oldham Ashcraft; 20 лютого 1960, Сан-Дієго, США) — американська письменниця, морячка. Стала відомою після того, як пробула у відкритому океані 41 день.

## Біографія
Народилась в 1960 році в Сан-Дієго.
З дитинства захоплювалась вітрильним спортом. В підлітковому віці Тамі почала працювати матросом, потім — стала ліцензованим капітаном багатотонних суден. Пропливла більше ніж 50 000 миль.
У 1980-х роках зустріла Річарда Шарпа, з яким згодом почала зустрічатись. Пара планувала весілля. Річард і Тамі заробляли на життя перегонкою яхт.
12 жовтня 1983 році пара отримала пропозицію від знайомих: потрібно було переправити 15-метрову вітрильну яхту «Хазан» з Таїті до Сан-Дієго (4 000 миль). Ця подорож повинна була зайняти близько місяця. За роботу Річарду і Тамі мали заплатити 10 тисяч доларів і як бонус — квитки назад.
Під час плавання яхта потрапила в 4-бальний шторм Реймонд. Пара намагалась обійти епіцентр, але не вдалось. У момент потрапляння в зону шторму Річард був на борту, судно перевернулось, і він зник у відкритому океані. Тамі була в каюті й втратила свідомість через сильний удар. 27 годин вона не приходила до тями.
Виживання в відкритому океані для Тамі стало випробуванням: брак прісної води, їжі, тяжка фізична робота, палюче сонце. Вона змогла вижити завдяки тому, що їй здавалось, ніби Річард живий. Даний феномен пояснюється отриманою травмою голови. Варто зазначити, що Тамі була вегетаріанкою, але через брак їжі змушена була ловити рибу підручними матеріалами, порушуючи власні принципи.
Після 41 дня яхта потрапила в гавань Хіло (Гаваї). Тамі схудла на 18кг (до відправлення важила 63,5 кг, після — 45,5 кг). Вона була виснажена і вимучена — на шкірі були опіки від сонця і шрами.
Тамі не облишила вітрильний спорт і час від часу займається хобі. Зараз вона одружена і має 2 доньки.

## Творчість
У 2000 році Тамі написала книгу «Ранішнє багряне небо» («Red sky in the morning»), в якій розповіла свою історію. Книга написана простою мовою. Елементом стилю є ведення сюжетних ліній в двох часових просторах: минуле (історія зустрічі і кохання Річарда і Тамі) й теперішнє (виживання на судні).

## «У владі стихії»
Екранізація спогадів Тамі Олдхам-Ашкрафт вийшла у прокат в 2018 році. Фільм «У владі стихії» взяв за основу книгу «Ранішнє багряне небо» («Red sky in the morning»). Режисером став Балтазар Кормакур. Роль Тамі дісталась Шейлін Вудлі, роль Річарда — Сему Клафліну.